# Elecciones municipales de 2023 en Tafalla
Las elecciones municipales de 2023 se celebraron en Tafalla el domingo 28 de mayo, de acuerdo con el Real Decreto de convocatoria de elecciones locales en España dispuesto el 3 de abril de 2023 y publicado en el Boletín Oficial del Estado el 4 de abril. Se eligieron los 17 concejales del pleno del Ayuntamiento de Tafalla, a través de un sistema proporcional (método d'Hondt), con listas cerradas y un umbral electoral del 5 %.